# Bartın
Bartın è una città della Turchia, sulle coste del Mar Nero, capoluogo dell'omonima provincia.

## Amministrazione

### Gemellaggi
Fontaniva, dal 2001